# ボブ・ディラン・ライヴ! 1961-2000
『ボブ・ディラン・ライヴ！1961-2000〜39イヤーズ・オブ・グレート・コンサート・パフォーマンス』（Live 1961-2000: Thirty-Nine Years of Great Concert Performances）は、来日記念日本独自企画ライブ盤として、2001年に日本でリリースされたボブ・ディランのライブ・コンピレーション・アルバム。デビュー以前の1961年から2000年までのライブ音源を既発音源、未発表音源問わず収録している。
オリコンでチャート最高41位を記録した。

## 概要
当初、日本側が"The Neverending Tour"として企画を諮ったが、認可されずその代替案として日本仕様に許可されたものである。

## 収録曲
特記なき楽曲はボブ・ディランの作詞・作曲である。
1. サムバディ・タッチド・ミー - Somebody Touched Me
  - トラディショナル

2000年イギリス・ポーツマス
2. ウェイド・イン・ザ・ウォーター - Wade in the Water
  - トラディショナル

1961年ミネソタ州ミネアポリス
3. ハンサム・モーリー - Handsome Molly
  - トラディショナル

1962年ニューヨーク、ガスライト
4. ラモーナに - To Ramona
1965年イギリス・シェフィールド、映画『ドント・ルック・バック』サウンドトラック、アウトテイク
5. アイ・ドント・ビリーヴ・ユウ - I Don't Believe You (She Acts Like We Never Have Met)
1966年イギリス・マンチェスター、フリー・トレード・ホール
6. グランド・クーリー・ダム - Grand Coulee Dam
  - 作詞・作曲: ウディ・ガスリー

1968年 "A Tribute to Woody Guthrie, Part 1" より
7. 天国への扉 - Knockin' on Heaven's Door
1974年『偉大なる復活』より
8. 悲しきベイブ - It Ain't Me, Babe
1975年映画『レナルド&クララ』サウンドトラックより
9. 嵐からの隠れ場所 - Shelter from the Storm
1976年『激しい雨』より
10. デッド・マン、デッド・マン - Dead Man, Dead Man
1981年ルイジアナ州ニュー・オリンズ
11. スロー・トレイン - Slow Train
1987年『ディラン&ザ・デッド』より
12. ディグニティ - Dignity
1994年『MTVアンプラグド』より
13. コールド・アイアンズ・バウンド - Cold Irons Bound
1997年カリフォルニア州ロス・アンジェルス
14. ボーン・イン・タイム - Born in Time
1998年ニュー・ジャージー州ジャージー・シティ
15. カントリー・パイ - Country Pie
2000年イギリス・ポーツマス
16. シングス・ハヴ・チェンジド - Things Have Changed
2000年イギリス・ポーツマス

## 発売
日本
| 日付          | レーベル | フォーマット | カタログ番号 | 付記 |
| ------------- | -------- | ------------ | ------------ | ---- |
| 2001年2月28日 | SME      | CD           | SRCS 2438    |      |